# Presidente de Afganistán
El presidente de la República Islámica de Afganistán fue el jefe de Estado, jefe de gobierno y comandante en jefe de las Fuerzas Armadas  de Afganistán. Tras la ofensiva talibán de 2021 y la captura de la capital, el presidente en ejercicio Ashraf Ghani huyó de Afganistán a Emiratos Árabes Unidos el 15 de agosto de 2021. Después de que Ghani huyera del país, los talibán ocuparon el Palacio Presidencial.
Con Ghani en el exilio, el cargo de presidente pasó a manos del exvicepresidente Amrullah Saleh, quien el 17 de agosto se autoproclamó en la red social Twitter como máximo mandatario del gobierno legítimo (aún reconocido por la comunidad internacional) según la constitución de la República Islámica de Afganistán del 2004
Afganistán ha sido intermitentemente una república —entre 1973-1992 y desde 2004 a 2021— en otros tiempos ha sido gobernada por emires, reyes y, bajo los regímenes muyahidín (incluyendo al talibán) en los años 1990, gobernantes islamistas, aunque el título de los mismos fue presidente entre 1992-1996 y entre 2001-2004. Entre 1992 y 2001, bajo el control del Talibán, Afganistán fue reconocido por la ONU como el Estado Islámico de Afganistán; pero Pakistán, Arabia Saudita y los Emiratos Árabes Unidos lo reconocieron como el Emirato Islámico de Afganistán.